# Pristomyrmex punctatus
Pristomyrmex punctatus é uma espécie de formiga do gênero Pristomyrmex, pertencente à subfamília Myrmicinae.